# Poliçan
Poliçan è un comune albanese situato nella prefettura di Berat, nella parte centrale dell'Albania.
In seguito alla riforma amministrativa del 2015, a Poliçan sono stati accorpati i comuni di Tërpan e Vërtop, portando la popolazione complessiva a 10 953 abitanti (dati censimento 2011).

## Geografia fisica
La città è situata a 519 m s.l.m., ma la vicinanza dal fiume Osum le conferisce un clima di tipo mediterraneo, con le quattro stagioni molto accentuate.

## Storia
La città è stata costruita negli anni sessanta dal governo comunista con lo scopo di creare una città-industriale per la produzione di armi e munizioni.
Popolato da circa 10 000 abitanti, la città è circondata da colline. Poliçani era un piccolo villaggio, poi trasformatosi in una città industriale. Nel 1961-1966 viene trasformato in un cantiere, con l'obiettivo di costruire l'impianto meccanico per le produzioni di armamenti militari, che poi avrebbero formato fabbrica meccanica militare, che si trova nella parte meridionale della città. Con l'inizio della produzione degli armamenti militari, attirando una forza lavoro consistente da diverse regioni del paese, nel 1966-1967 la città di Poliçan consolida una solida base per l'industria meccanica militare.
È stata a lungo una città "fantasma" della quale non si sapeva molto, per motivi di sicurezza.

## Economia
L'economia della città si concentra tuttora sull'industria delle armi, nella quale lavora la maggior parte della popolazione. Tuttavia, dopo il crollo del regime comunista nel 1990 questa produzione ebbe un notevole crollo e di conseguenza sono diminuiti anche i posti di lavoro. In ambito industriale è attivo inoltre un piccolo stabilimento per la produzione della birra.
Le attività commerciali sono perlopiù piccoli negozi a conduzione privata.
Le attività agricole sono praticate nei campi a 2 km della città che erano stati di proprietà statale e dopo il crollo del regime comunista sono passati in proprietà dei cittadini. Si coltivano grano, mais, fagioli e ortaggi.
Nelle colline vengono coltivati l'olivo, castagne, noci, fichi, ciliegie e uva.
Dall'uva viene ricavata principalmente la grappa, il prodotto più noto della cittadina. Vi si trova inoltre una serra di 0,5 km2.